# Core Foundation
Core Foundation (chiamato anche CF) è un framework e un'API di macOS.
CF fornisce:
- I tipi di dati primitivi (byte, stringhe Unicode, numeri, date di calendario, UUID) e (array, set, dizionari)
- Gestione delle preferenze dell'applicazione (CFPropertyList, Preferences Utilities)
- parsing XML
- Gestione dei bundle
- I/O per il File system (CFReadStream, CFWriteStream, CFURL)
- I/O Network e internet (CFReadStream, CFWriteStream, CFURL, Socket Name Server Utilities, URL Access Utilities)
- Ordinamento dei byte (Byte Order Utilities)
- Comunicazione tra processi (CFMachPort, CFNotificationCenter)
- Loop per la gestione degli eventi
- Una GUI di base (CFUserNotification)

La maggior parte del Foundation Kit utilizza Core Foundation, e molti dei tipi base sono toll-free bridged. Al contrario della libreria Foundation, l'API di Core Foundation è scritto in C, non in Objective C.